# Anissa Lahmari
Anissa Lahmari (en arabe : أنيسة لحماري), née le 17 février 1997 à Saint-Cloud dans les Hauts-de-Seine, est une footballeuse internationale marocaine jouant au poste de milieu de terrain à Levante.
Elle fait partie de la première sélection marocaine à avoir disputé la Coupe du monde féminine, en 2023.

## Biographie

### Carrière en club
Née en France d'un père algérien et d'une mère marocaine, Anissa Lahmari commence le football avec l'équipe masculine des benjamins de l'ACBB, à Boulogne-Billancourt. Puis, à l'âge de 13 ans, elle rejoint le FF Issy-les-Moulineaux pour une saison.
Elle intègre ensuite le centre de formation du Paris Saint-Germain à l'âge de 14 ans, où elle fait toutes ses classes. Elle y signe son premier contrat professionnel en février 2015.
Lors de la saison 2014-2015, à l'âge de dix-huit ans, elle est titularisée par Farid Benstiti et se fait remarquer lors de son premier match avec l'équipe fanion où elle marque son premier but avec les professionnelles en quart de finale aller de la Ligue des champions face à Glasgow (victoire 0-2),. Elle fait sa première apparition en D1 féminine le 3 mai 2015 face à Rodez AF (victoire 5-0). Puis, le 9 mai elle inscrit son premier but en D1 féminine face à l'Arras FC  (victoire 0-3).
Lors de la saison 2016-2017, elle dispute six matches et inscrit un but avec le PSG, mais ne connaît aucune titularisation. En manque de temps de jeu, elle demande au club d'être prêtée au Reading FC, club de la banlieue londonienne. Au mois d'avril 2017, elle est prêtée deux mois et déclare : « le projet, c'est d'aller jouer pendant deux mois, se faire voir en Angleterre avant de revenir soit cet été, soit dans un an pour terminer pour mon contrat au Paris Saint-Germain. Tout le monde sait que je suis très attachée à Paris. J'ai un peu hésité avant de partir car le club va quand même jouer une demi-finale de Ligue des champions contre Barcelone, mais je serais à fond derrière mes copines »,.
Lors de la saison 2017-2018, elle fait de nouveau l’objet d’un prêt de la part du PSG. Anissa Lahmari, alors âgée de vingt ans, rejoint le Paris FC pour une saison. Elle déclare : « Je suis à un moment important de ma carrière et je pense avoir choisi l’environnement idéal pour m’épanouir et progresser footballistiquement ».
Alors que le championnat anglais s'apprête à changer de format pour ne se dérouler qu'au printemps, Anissa Lahmari fait six apparitions avec le club de Reading en étant titularisée une seule fois, contre Arsenal le 31 mai 2017.
La saison suivante, de retour au PSG, elle est prêtée en janvier à l'ASJ Soyaux jusqu'à la fin de la saison.

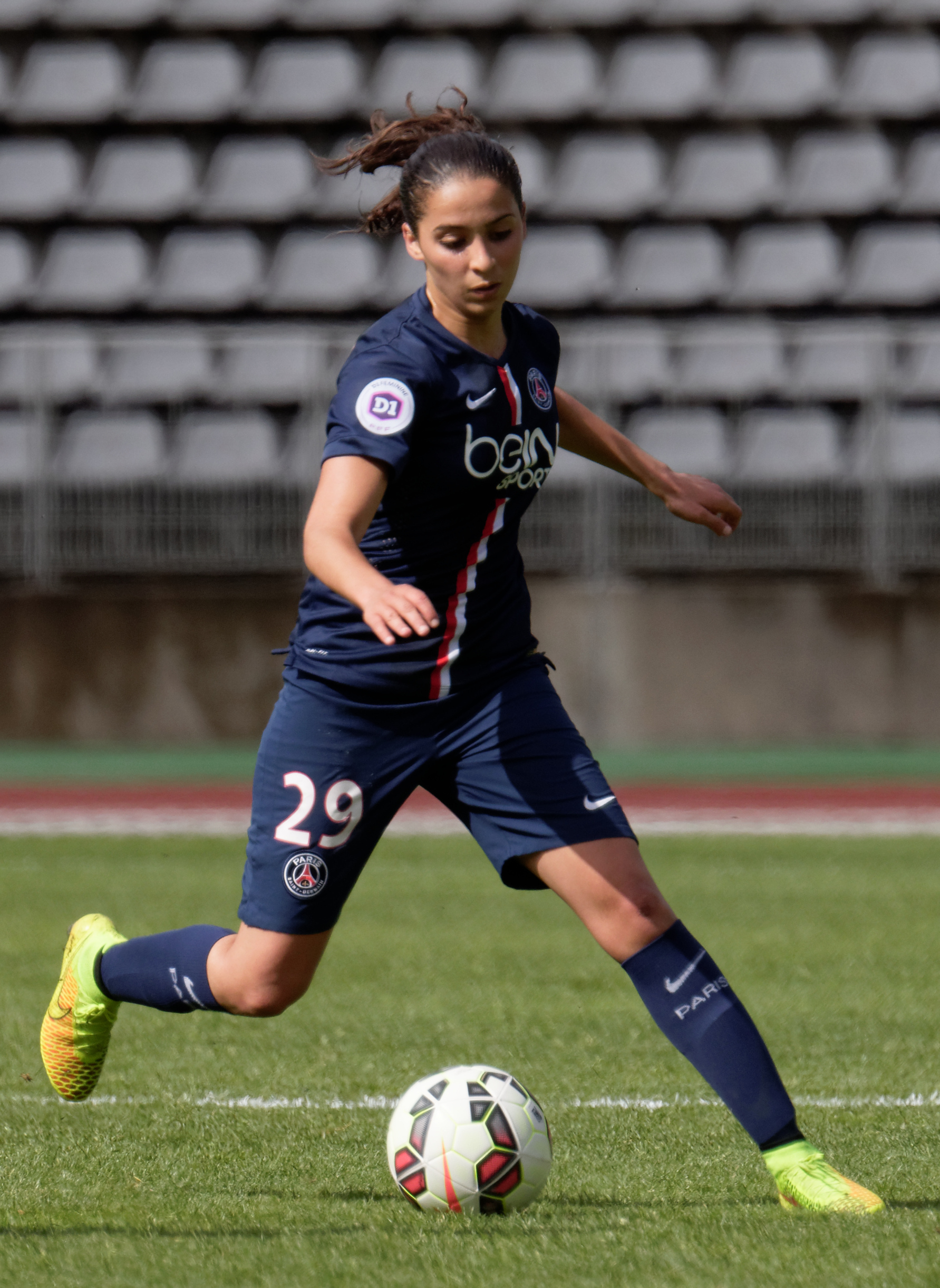
Anissa Lahmari avec le PSG en 2015.

Le 15 août 2020, à l'âge de vingt-trois ans, Anissa Lahmari s'engage avec l'En avant Guingamp. La milieu offensive découvre son cinquième club après le PSG, Reading, le Paris FC et Soyaux.
Après un exercice à Soyaux (2021-2022), elle retourne à Guingamp pour la saison 2022-2023 à l'issue de laquelle elle dispute un total de 20 matchs pour 12 titularisations et 3 buts marqués.

#### Expérience en Liga avec Levante Las Planas (2023-2024)
Après avoir disputé la Coupe du monde 2023, Anissa Lahmari change d'horizon pour découvrir un nouveau championnat, celui de l'Espagne en s'engageant avec le club de Levante Las Planas qui évolue en Liga. Elle rejoint donc sa coéquipière en sélection Yasmin Mrabet.
Elle dispute son premier match le 1er octobre 2023 en entrant en jeu contre Bilbao dans un match qui se termine sur le score de 2-1 en faveur de Levante Las Planas.
Le 9 octobre 2023 sur le terrain de Valence elle inscrit son premier but en Liga. Alors que son équipe menait 1-0, le club valencien égalise et Levante Las Planas doit partager les points du nul avec celui-ci.
Lors de la 6ème journée le 6 novembre 2023, Lahmari ouvre le score à domicile face au Séville Fútbol Club (féminines), mais son équipe finit par perdre le match en encaissant un but dans le temps additionnel.
Elle inscrit son troisième but de la saison le 12 novembre 2023 en entrant en jeu en fin de match face à l'UDG Tenerife (victoire, 3-1). Elle marque contre Madrid CFF le 26 novembre 2023, mais Levante Las Planas finit par s'incliner à la maison (3-4).
Le 18 février 2024 elle est expulsée à quelques minutes du match face à Madrid CFF pour avoir tiré les cheveux d'une joueuse de l'équipe adverse. Levante Las Planas s'incline 2-1.
Levante Las Planas s'incline à Bilbao sur le score de 4-1 le 31 mars 2024. C'est elle qui inscrit le seul but de son équipe, son 6e de la saison.
Le 5 mai 2024, Levante Las Planas se déplace chez la lanterne rouge Sporting Club de Huelva dans un match décisif pour le maintien. Sur une passe de sa compatriote Ghizlane Chebbak, Anissa Lahmari ouvre le score de la rencontre qui se solde par une victoire de son équipe (2-1).
Anissa Lahmari dispute son 25e match de Liga à l'occasion de la dernière journée de championnat le 15 juin 2024 contre la Real Sociedad dans une rencontre qui se termine sur un nul (2-2). Ainsi, grâce à ce point du nul, Levante Las Planas assure son maintien dans la Liga pour la saison suivante. Toutefois, Anissa Lahmari quitte le club malgré son maintien dans l'élite.

#### Avec Levante UD (depuis 2024)
Après une première saison en Catalogne du côté du Levante Las Planas, Anissa Lahmari poursuit son expérience en Liga en rejoignant le Levante UD. Le club annonce sa signature le 12 juillet 2024 pour un contrat d'une durée de deux ans. 
Elle dispute son premier match officiel, le 8 septembre 2024 en entrant en jeu contre Bilbao dans le cadre de la 1re journée de championnat qui se termine par une défaite à domicile de Levante (1-0). Durant ce match, Anissa Lahmari se voit refuser un but alors que celui-ci était bien valable après visionnage au ralenti. Elle connaît sa première titularisation la journée suivante face au FC Levante Badalona et affronte par la même occasion sa coéquipière en sélection Ghizlane Chebbak (défaite, 2-0).
Le 15 décembre 2024 elle entre en jeu à la mi-temps contre l'Espanyol de Barcelone et délivre une passe décisive pour Érika González qui permet à Levante d'obtenir le point du match nul. C'est sa première passe décisive en Liga. Le week-end qui suit, elle réalise à nouveau une passe décisive cette fois-ci en Coupe d'Espagne dans le cadre des huitièmes de finales de cette dernière (victoire contre le Sporting Club de Huelva, 2-1). Cependant, son équipe est éliminé le tour suivant par Grenade (1-0). Anissa Lahmari participe à ce quart de finale en entrant en jeu en fin de rencontre.
Elle inscrit son premier but de la saison le 13 avril 2025 en déplacement chez l'Athletic Balbao dans le cadre de la 25e journée de championnat. Levante remporte le match sur le score de 3 buts à 2.

### Carrière en sélection
Sa carrière internationale est assez atypique, puisque avant d'opter définitivement pour la sélection marocaine, Anissa Lahmari connaît l'équipe de France en catégories de jeune, puis côtoie également la sélection algérienne.

#### Parcours avecles Bleuettes
Sélectionnée avec les Bleuettes, de la catégorie des -16 ans jusqu'à celle des -23 ans, Anissa Lahmari participe à des compétitions internationales, telles que l'Euro U17 en 2013 et à l'Euro U19 en 2015.

#### Équipe d'Algérie (février 2023)
En février 2023, elle est appelée pour la première fois en équipe d'Algérie par le sélectionneur Farid Benstiti pour participer à un rassemblement au Centre technique national de Sidi Moussa. Le stage de préparation se clôture avec trois victoires, face à l’ASE Alger Centre (6 à 1), puis le CF Akbou (7 à 0), et face au CS Constantine (4 à 1), sur la pelouse du terrain annexe du Stade Nelson-Mandela à Alger.
Le 24 mars 2023, lors d'une interview avec le quotidien Ouest-France, Anissa exprime sa fierté de jouer pour la sélection algérienne, elle ajoute « Farid Benstiti a repris l’équipe, nous sommes plusieurs à jouer en France. Je me projette : peut-être un jour le mondial, les Jeux Olympiques… On ne sait jamais, on va essayer. ».
En avril 2023, elle est convoquée pour participer à une double confrontation amicale face à la Tanzanie. Le 9 avril 2023, elle dispute le match contre les Tanzaniennes en débutant titulaire, au Stade Nelson-Mandela. Le match se solde par une victoire des Algériennes sur le score de 4-0.

#### Équipe du Maroc (depuis juin 2023)
En juin 2023, Anissa opte pour le Maroc, après avoir été convoqué pour la Coupe du monde 2023. Sa décision de changer de sélection au profit de celle du Maroc ne passe pas inaperçue et fait polémique,.
« J’ai effectivement subi quelques critiques lorsque j’ai changé de nationalité sportive, mais je ne suis pas un cas unique et je pense avoir tout donné pour la France et l’Algérie avant de finalement représenter le Maroc. »
— Anissa Lahmari, Footeuses.
Le 19 juin 2023, le sélectionneur français Reynald Pedros annonce une liste de 28 joueuses présélectionnées pour prendre part à un stage en Autriche du 20 juin au 9 juillet ainsi qu'aux matchs amicaux (contre l'Italie le 1er juillet, la Suisse le 5 juillet et la Jamaïque le 16 juillet) dans le but de préparer la Coupe du monde 2023. Anissa Lahmari est retenue dans cette première liste.
Et puis, le 1er juillet 2023, elle fait ses débuts avec la sélection marocaine en entrant en jeu contre l'Italie à Ferrare en match de préparation pour ladite Coupe du monde, qui se termine sur un score vierge,.
Après le stage effectué en Autriche, Lahmari est sélectionnée dans la liste finale des 23 joueuses retenues pour défendre les couleurs marocaines au Mondial.
Elle s'offre son premier but international le 3 août 2023 face à la Colombie à l'occasion du dernier match de poule. Son but, qui est le seul de la rencontre, permet aux Marocaines de se qualifier pour les huitièmes de finale du Mondial, et ce à la suite du match nul de l'Allemagne face à la Corée du Sud. Une performance contre les Colombiennes qui lui a permis d'être élue femme du match. Après cet exploit, les protégées de Reynald Pedros se frottent aux Françaises. Largement dominatrice, la France s'impose sur le score de 4-0 et l'aventure du Maroc au Mondial prend fin. Hormis le match contre la Corée du sud, Anissa Lahmari joue les autres rencontres disputées par le Maroc durant le tournoi.
Dans le cadre des préparations aux qualifications des Jeux olympiques 2024, le Maroc reçoit la Zambie les 22 et 26 septembre 2023 pour une double confrontation amicale. Les Marocaines s'inclinent lors des deux rencontres. La première à Casablanca sur le score 2-0 et la deuxième à Rabat sur un lourd score de 6 à 2. Anissa Lahmari participe aux deux rencontres, la première en tant que titulaire et la seconde en entrant à la place d'Élodie Nakkach à l'heure de jeu.
Exemptée du premier tour, la sélection affronte la Namibie lors du 2ème tour des qualifications des JO 2024. La Namibie étant dans l'incapacité de recevoir, les deux matchs se jouent au Maroc. Les Marocaines s'imposent lors des deux manches. La première à Marrakech le 26 octobre 2023 sur le score de 2-0, et la deuxième à Rabat avec le même score. Anissa Lahmari dispute les deux rencontres en tant que titulaire et marque lors du match aller.
Après avoir éliminé la Tanzanie et la Tunisie, les Marocaines sont donc opposées aux Zambiennes lors du 4e et dernier tour des qualifications. Si elle est parvenue à s'imposer en Zambie lors du match aller le 5 avril 2024 sur le score de 2 buts à 1, la sélection marocaine ne parvient pas à se qualifier pour la phase finale des Jeux à la suite de sa défaite 2 à 0 au match retour à Rabat le 9 avril 2024 après prolongations. Anissa Lahmari entre en jeu lors du match retour à la place d'Imane Saoud.

#### Coupe d'Afrique 2024: Échec en finale
Anissa Lahmari est convoquée pour disputer deux matchs amicaux contre la Tanzanie et le Sénégal respectivement les 25 et 29 octobre 2024 au Stade Père-Jégo. Les Marocaines remportent les deux rencontres avec un score de 4-1 face aux Tanzaniennes et une large victoire face aux Sénégalaises, 7-0. Anissa Lahmari est titularisée lors des deux rencontres,.
Toujours dans le cadre des préparations à la CAN, elle est convoquée par Jorge Vilda pour disputer deux matchs amicaux internationaux, face au Ghana et Haïti respectivement les 21 et 25 février 2025 à Casablanca. Les Marocaines s'imposent face au Ghanéennes (1-0) et font match nul contre les Haïtiennes (1-1). Anissa Lahmari entre en fin de match contre Haïti à la place de Fatima Tagnaout,.
Après une série de stages et matchs amicaux, la FRMF annonce le 24 juin 2025 la liste finale pour la CAN 2024. Anissa Lahmari fait partie des joueuses retenues par Jorge Vilda. Le Maroc qui atteint la finale pour la deuxième fois consécutive, ne parvient pas à remporter le titre. Durant cette édition, les Marocaines terminent première de leur groupe après un nul face aux Zambiennes (2-2), une victoire face aux Congolaises (4-2) et un succès face aux Sénégalaises (1-0). En quart de finale, le Maroc élimine le Mali (3-1) puis s'impose en demi-finale aux tirs au but face Ghana (4-2, 1-1 après prolongations). Les joueuses de Jorge Vilda s'inclinent en finale face au Nigeria (3-2) après avoir mené au score (2-0) jusqu'à l'heure de jeu. Anissa Lahmari entre en jeu dans quatre rencontres durant ce tournoi et convertit son pénalty lors de la séance de tirs au but face au Ghana.

## Statistiques

### Statistiques détaillés en club
Ce tableau recense les statistiques d'Anissa Lahmari :

| Saison                | Club                  | Championnat           | Championnat | Championnat | Coupe(s) nationale(s) | Coupe(s) nationale(s) | Compétition(s) continentale(s) | Compétition(s) continentale(s) | Compétition(s) continentale(s) | Total | Total |
| Saison                | Club                  | Division              | M.          | B.          | M.                    | B.                    | Comp.                          | M.                             | B.                             | M.    | B.    |
| 2014-2015             | Paris SG              | Division 1            | 2           | 1           | -                     | -                     | C1                             | 2                              | 1                              | 4     | 2     |
| 2015-2016             | Paris SG              | Division 1            | 3           | 1           | 1                     | 1                     | C1                             | 0                              | 0                              | 4     | 2     |
| 2016-2017             | Paris SG              | Division 1            | 6           | 1           | 3                     | 2                     | C1                             | 2                              | 0                              | 11    | 3     |
| 2018-2019             | Paris SG              | Division 1            | 6           | 1           | -                     | -                     | C1                             | 2                              | 0                              | 8     | 1     |
| Sous-total            | Sous-total            | Sous-total            | 17          | 4           | 4                     | 3                     | -                              | 6                              | 1                              | 27    | 8     |
| 2017                  | Reading FC (prêt)     | Division 1            | 6           | 0           | 0                     | 0                     | -                              | -                              | -                              | 6     | 0     |
| Sous-total            | Sous-total            | Sous-total            | 6           | 0           | 0                     | 0                     | -                              | -                              | -                              | 6     | 0     |
| 2017-2018             | Paris FC (prêt)       | Division 1            | 21          | 2           | 1                     | 0                     | -                              | -                              | -                              | 22    | 2     |
| Sous-total            | Sous-total            | Sous-total            | 21          | 2           | 1                     | 0                     | -                              | -                              | -                              | 22    | 2     |
| 2019                  | ASJ Soyaux (prêt)     | Division 1            | 6           | 0           | 1                     | 0                     | -                              | -                              | -                              | 7     | 0     |
| 2019-2020             | ASJ Soyaux            | Division 1            | 13          | 1           | 2                     | 0                     | -                              | -                              | -                              | 15    | 1     |
| Sous-total            | Sous-total            | Sous-total            | 19          | 1           | 3                     | 0                     | -                              | -                              | -                              | 22    | 1     |
| 2020-2021             | EA Guingamp           | Division 1            | 19          | 1           | 1                     | 0                     | -                              | -                              | -                              | 20    | 1     |
| Sous-total            | Sous-total            | Sous-total            | 19          | 1           | 1                     | 0                     | -                              | -                              | -                              | 20    | 1     |
| 2021-2022             | ASJ Soyaux            | Division 1            | 12          | 2           | 1                     | 0                     | -                              | -                              | -                              | 13    | 2     |
| Sous-total            | Sous-total            | Sous-total            | 12          | 2           | 1                     | 0                     | -                              | -                              | -                              | 13    | 2     |
| 2022-2023             | EA Guingamp           | Division 1            | 18          | 3           | 2                     | 0                     | -                              | -                              | -                              | 20    | 3     |
| Sous-total            | Sous-total            | Sous-total            | 18          | 3           | 2                     | 0                     | -                              | -                              | -                              | 20    | 3     |
| 2023-2024             | Levante Las Planas    | Liga                  | 25          | 7           | 1                     | 0                     | -                              | -                              | -                              | 26    | 7     |
| Sous-total            | Sous-total            | Sous-total            | 25          | 7           | 1                     | 0                     | -                              | -                              | -                              | 26    | 7     |
| 2024-2025             | Levante UD            | Liga                  | 21          | 1           | 2                     | 0                     | -                              | -                              | -                              | 23    | 1     |
| Total sur la carrière | Total sur la carrière | Total sur la carrière | 158         | 21          | 15                    | 3                     | -                              | 6                              | 1                              | 179   | 25    |

## Palmarès
Équipe de France -23 ans 
- Vainqueur de la Turkish Cup 2019[55]

  Équipe du Maroc 
- Coupe d'Afrique des nations
  -  Finaliste : 2024